# Liugui
Liugui (chiń. upr. 六龟区; chiń. trad. 六龜區; pinyin Liùguī qū; tongyong pinyin Liòuguei Cyu; Wade-Giles Liu-kuei ch’ü) – dzielnica (chiń. 區, qū) w rejonie Cishan miasta wydzielonego Kaohsiung na Tajwanie. 
23 czerwca 2009 komitet przy Ministrze Spraw Wewnętrznych Republiki Chińskiej zarekomendował scalenie dotychczasowego powiatu Kaohsiung (chiń. trad. 高雄縣; pinyin Gāoxióng xiàn) i miasta wydzielonego Kaohsiung (chiń. trad. 高雄直轄市; pinyin Gāoxióng zhíxiáshì) w jedno miasto wydzielone; wszystkie gminy wiejskie (chiń. 鄉, xiāng), jak Liugui, miejskie oraz miasta wchodzące w skład powiatu zostały przekształcone w dzielnice (chiń. 區, qū). Ustawa weszła w życie 25 grudnia 2010 roku.
Populacja dzielnicy Liugui w 2016 roku liczyła 13 217 mieszkańców – 6110 kobiet i 7107 mężczyzn. Liczba gospodarstw domowych wynosiła 5563, co oznacza, że w jednym gospodarstwie zamieszkiwało średnio 2,38 osób.

## Demografia (2011–2016)
| Rok  | Liczba ludności | Gęstość zaludnienia | Kobiety | Mężczyźni | Gospodarstwa domowe |
| ---- | --------------- | ------------------- | ------- | --------- | ------------------- |
| 2011 | 14 421          | 74                  | 6622    | 7799      | 5758                |
| 2012 | 14 203          | 73                  | 6528    | 7675      | 5735                |
| 2013 | 13 943          | 71                  | 6409    | 7534      | 5699                |
| 2014 | 13 663          | 70                  | 6279    | 7384      | 5646                |
| 2015 | 13 467          | 69                  | 6206    | 7261      | 5639                |
| 2016 | 13 217          | 68                  | 6110    | 7107      | 5563                |